# JH 스포테인먼트
JH 스포테인먼트는 전 야구선수 양준혁이 만든 개인 소속사이다. 방송인 연예인이 없다는 양준혁 개인의 소속사이다.